# La stessa lingua
La stessa lingua è un singolo della cantautrice maltese Emma Muscat, in collaborazione con il cantante spagnolo Blas Cantó, pubblicato il 19 luglio 2022.

## Descrizione
Il brano, scritto da entrambi gli artisti con Alex Andrea Vella, in arte Raige, Artamedra, Alfredo Rapetti, in arte Cheope, Marco Colavecchio e Mattia Cerri, in arte Cino, è prodotto da quest'ultimo.

## Video musicale
Il video musicale, diretto da Federico Santaiti, è stato pubblicato il 27 luglio 2022 attraverso il canale YouTube della Warner Music Italy.

## Tracce
Testi e musiche di Emma Louise Marie Muscat, Alex Andrea Vella, Artamedra, Blas Cantó Moreno, Alfredo Rapetti, Marco Colavecchio e Mattia Cerri.
1. La stessa lingua – 3:01